# やつしろ全国花火競技大会
やつしろ全国花火競技大会（やつしろぜんこくはなびきょうぎたいかい）は、熊本県八代市の球磨川河川敷で開催される花火大会である。八代の秋を彩る花火競技大会である。

## 概要
西日本で唯一開催される花火競技大会であったが、2019年から徳島県で花火競技大会「にし阿波の花火」が開始されたため、九州唯一の花火競技大会となった。
日本全国から30程の花火業者が参加しその腕を競う。例年10月第3週の土曜日に開催され（雨天決行。荒天時は11月に順延）、八代市の秋の風物詩として知られる。2009年の打上数は約13,000発、来場観客数は約280,000人。
競技部門は5号玉、10号玉、スターマインがあり、九州の業者が5号玉とスターマインに、全国の業者が5号玉と10号玉に参加する。競技進行は部門別ではなく業者ごとに行う。競技の前後と間に協賛花火があり、「ミュージック花火」も行われる。この「ミュージック花火」を目当てに来場する観客も多く、例年「ミュージック花火」は長野県の紅屋青木煙火店が担当している。
2011年は「ねんりんピック2011熊本」開催のため、例年より1週延期された。
2016年10月15日に開催された第29回大会は、熊本地震被災後の花火大会であったこと、地震発生から約半年の日付だったことから、熊本地震復興祈願を兼ねた大会となった。特に地震被害が大きかった益城町、御船町、西原村などの被災地から住民200名が特別招待され、開催前に犠牲者への黙祷が行われたほか、打ち上げに参加した全ての花火業者が協力して例年よりも多い15,000発が打ち上げられ、地震復興や被災者への応援、犠牲者への冥福を祈るための特別花火も多数打ち上げられた。来場観客数も30万人以上となり、過去最大の大会となった。
2020年と2021年はコロナ禍により中止されたが、2020年12月19日（土）には、八代市内の3か所からシークレットで「悪霊退散及び災害復興祈願 八代サプライズ花火」が開催された。打ち上げ場所は、八代市坂本、八代港、そして「やつしろ全国花火競技大会」の開催地である球磨川河川緑地であった。

## 放送体制
開催当日は、地元ラジオ局（コミュニティFM）のエフエムやつしろによる特別生中継番組が放送され、大会の様子や交通情報などが放送されるほか、YouTube、ニコニコ動画などでのライブ中継もネット配信される。

## 交通アクセス
鉄道
- JR九州鹿児島本線・肥薩線・肥薩おれんじ鉄道おれんじ鉄道線
  - 八代駅 徒歩10分
  - 開催当日は、鹿児島本線では熊本 - 八代間、肥薩おれんじ鉄道では出水 - 八代間で臨時列車や増結列車が多数運行されるほか、肥薩線でも列車が臨時増結される。

バス
- 開催当日は、ウインズ八代（日奈久）、イオン八代ショッピングセンター、ゆめタウン八代、八代港などの各駐車場からシャトルバスが運行される。